# Plouguerneau
Plouguerneau (bretonisch Plougerne, Plou = Gemeinde) ist eine französische Gemeinde im Département Finistère in der Bretagne. Sie hat 6719 Einwohner (1. Januar 2022) und umfasst 43,33 km².

## Geografie und Geschichte
Plouguerneau liegt etwa 20 Kilometer nördlich von Brest im Nordwesten des Départements an der Côte des Abers. Im Westen und Norden ist die Gemarkung durch den Ärmelkanal begrenzt, im Osten durch die Gemeinden Guissény und Kernilis, im Südwesten durch Plouvien und im Süden durch den Meeresarm Aber Wrac’h.
Alle Buchten mitgezählt, verfügt Plouguerneau über 23 Strände auf insgesamt 45 km Küstenlinie. Zur Gemeinde Plouguerneau gehören die Siedlungen Lilia (1943 gegründet) und Le Grouanec (1949 gegründet). Die ehemalige Gemeinde Tremenac’h wurde 1973 eingemeindet.
1990 erhielt die Gemeinde den Europapreis.

## Bevölkerungsentwicklung
| Jahr                       | 1962 | 1968 | 1975 | 1982 | 1990 | 1999 | 2007 | 2017 |
| Einwohner                  | 6066 | 5750 | 5467 | 5317 | 5255 | 5628 | 6162 | 6607 |
| Quellen: Cassini und INSEE |      |      |      |      |      |      |      |      |

## Sehenswürdigkeiten
Siehe auch: Liste der Monuments historiques in Plouguerneau
- Megalithen aus der Jungsteinzeit (Menhir von Goarivan und Menozac’h, Allée couverte von Lilia und der Cairn auf der Gezeiteninsel Île Venan), Waffen- und Werkzeugfunde aus der Bronzezeit und Funde aus der frühen Eisenzeit wie etwa die Grabsäulen von Prad Paol, Grouanec und Iliz Koz Tremenac’h (bretonisch für Alte Kirche von Tremenac’h) belegen die Besiedelung späterer prähistorischer Epochen.

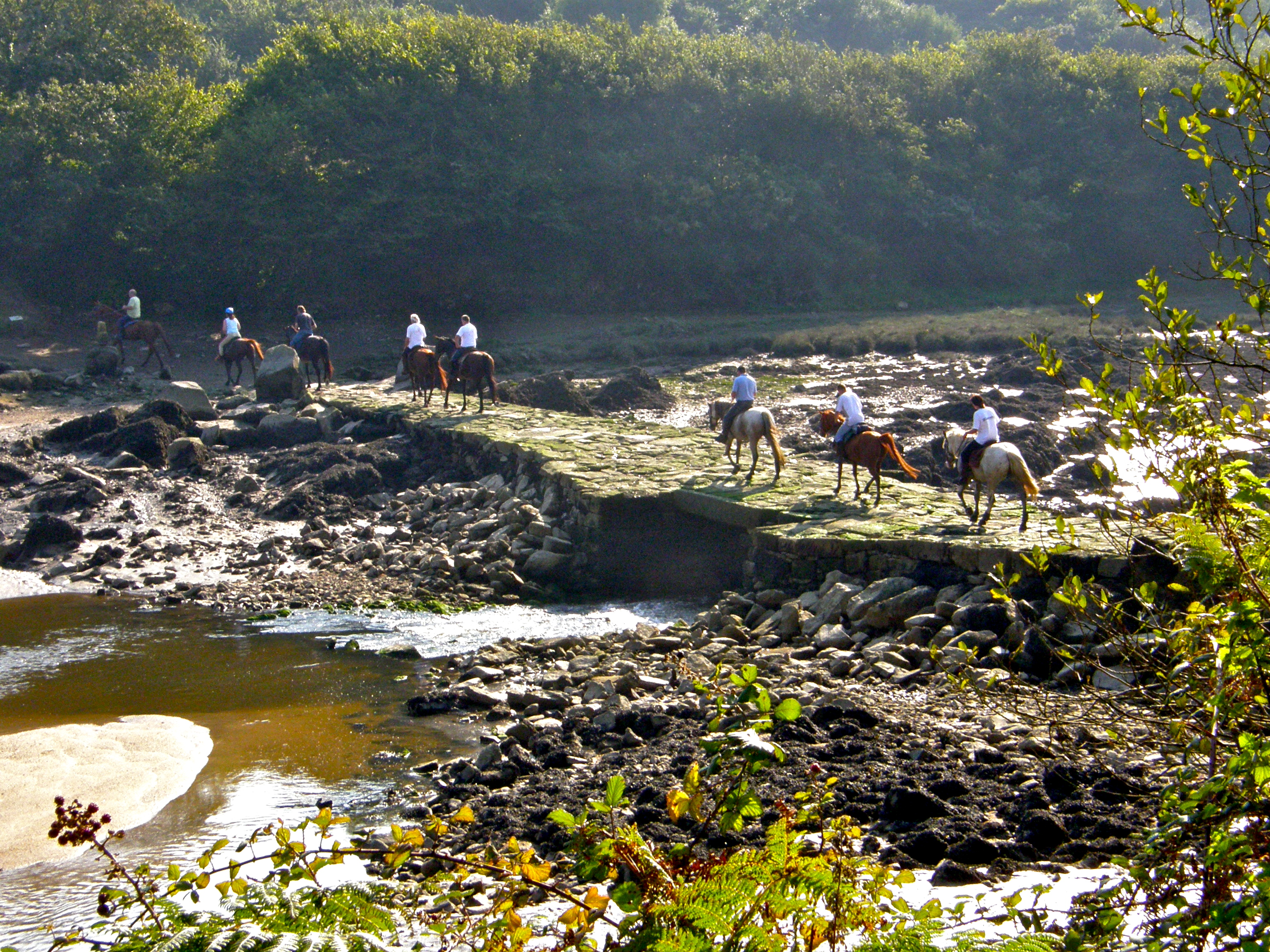
Pont Crac’h

- „Pont Crac’h“ (Pont du diable, Teufelsbrücke) ist eine bereits im 5. Jahrhundert v. Chr. gebauter Damm über den Meerarm Aber Wrac’h. Das aus Steinblöcken ohne Bindemittel errichtete Bauwerk ist das älteste seiner Art in der Bretagne. Heute ist sie nur noch bei Niedrigwasser zu sehen. Bis in die 1950er Jahre wurde auf dem Damm eine mit Gezeitenkräften arbeitende Mühle betrieben. Die Bezeichnung Teufelsbrücke entstammt einer Legende, nach der der Teufel die Brücke errichtet habe.
- Kalvarienberge und über 100 Kreuze, die seit dem frühen Mittelalter aufgestellt wurden, sind Zeugen der Geschichte der Landschaft seit der Christianisierung, von der auch zahlreiche Kirchen und Kapellen künden:
  - Glockenturm der „Pfarrkirche von Plouguerneau“ (St. Pierre und St. Paul) stammt aus dem Jahr 1701. Er war ursprünglich mit einem Leuchtfeuer ausgestattet, das die Einfahrt in den Aber Wrac´h markierte. Das Kirchenschiff wurde 1853 wiederaufgebaut. Hier ist die Grabstätte von Monseigneur de Poulpiquet, der 1824 Bischof von Quimper und Léon war. Zu sehen sind weiterhin Fahnen und Tragefiguren aus dem 17. Jahrhundert, die im Juni zum Pardon getragen werden.
  - Kirche Notre Dame de Grouanec aus dem 16. Jahrhundert, ein Ensemble aus Kapelle, Beinhaus und Kalvarienberg.
  - Kirche Notre Dame von Lilia, 1875 erbaut. Sehenswert ist die Statue der Heiligen Karan.
  - Kapelle St. Michel, dem Erzengel Michael gewidmet, wurde 1707 erbaut. Sie entwickelte sich zu einem Wallfahrtsort. Michel le Nobletz, ein berühmter Missionar der Nieder-Bretagne, hatte sich in den Jahren 1607 und 1608 hier in Eremitage aufgehalten.
  - Kapelle von Traon aus dem 16. Jahrhundert. Zu sehen sind ein Triumphbogen und ein Kalvarienberg.
  - Kapelle St. Laurant, von 1729 bis 1792 Pfarrkirche von Tremenac’h. Sie entstand im 17. Jahrhundert.
  - im 14. Jahrhundert errichtete, ehemalige Friedenskirche von Tremenac’h, „Iliz Koz Tremenac’h“,  wurde Anfang des 18. Jahrhunderts durch eine Sturmflut zerstört und im Lauf der Zeit von Sanddünen begraben. Bei Ausgrabungen in den 1970er Jahren wurden neben den Kirchenfundamenten insgesamt 63 gravierte Grabplatten geborgen.
- *Nach der Legende hat der heilige Paul Aurelien im 6. Jahrhundert nahe der „Kapelle von Prad-Paol“ drei Quellen entspringen lassen.
- etwa zwei Kilometer nördlich von Lilia liegende „Île Vierge“, mit ihren beiden Leuchttürmen. Der 1902 gebaute Große Leuchtturm Phare de l’Île Vierge ist mit 82,5 m der höchste Leuchtturm Europas und der höchste Steinleuchtturm der Welt.
- „Musée Maritime“ mit Exponaten aus der Geschichte der Algenfischerei.
- „Wachhaus am Corréjou“, zu Beginn des 18. Jahrhunderts zur Verteidigung gegen die Engländer errichtet.
- Ein etwa 2,0 m hoher Menhir steht in einem Garten an der Krukelle (Straße) in der meernahen Wohnsiedlung Penn ar Strejou.

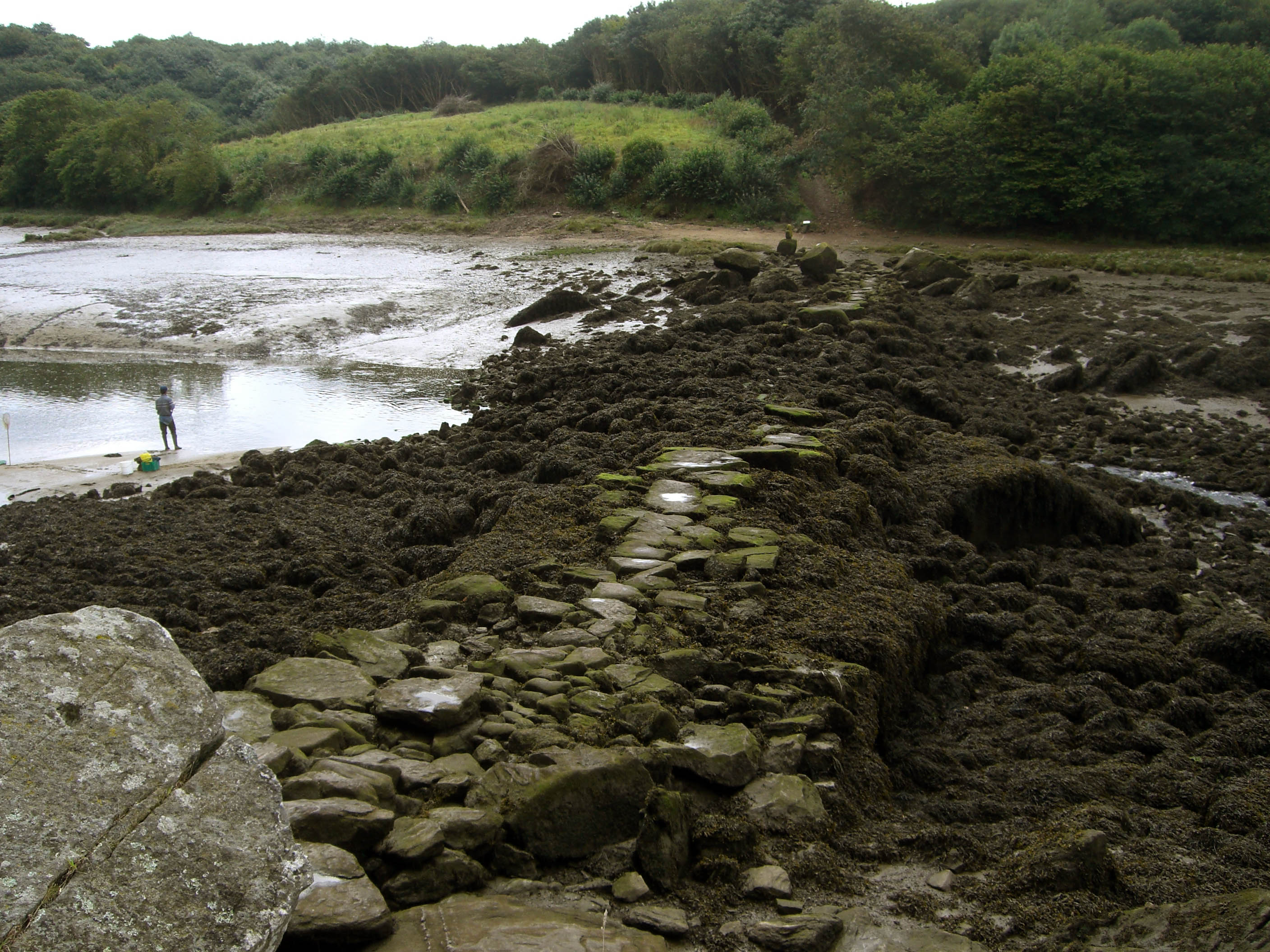
Pont Krac’h, die „Teufelsbrücke“
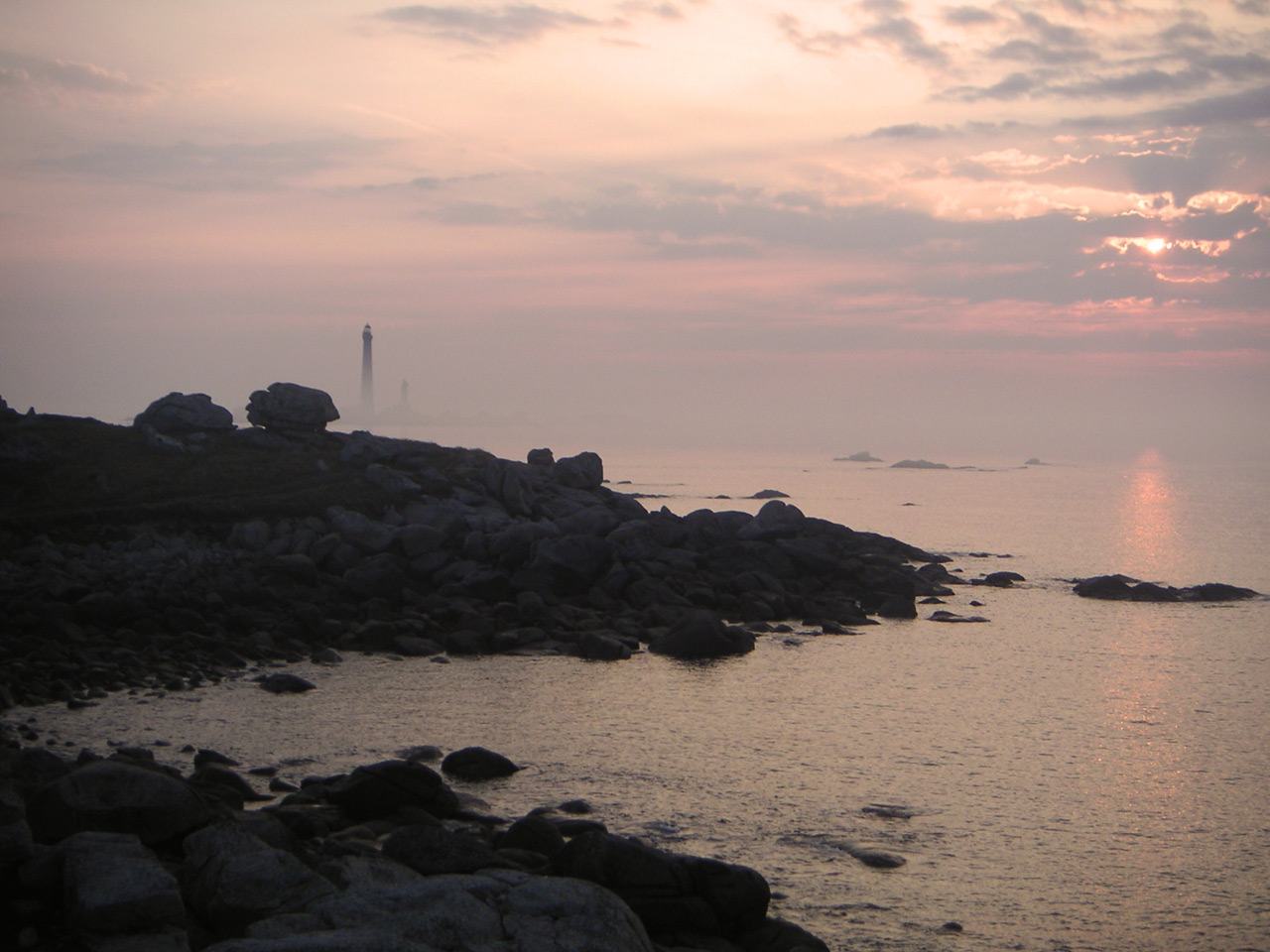
Sonnenuntergang – Links im Bild: Die Leuchttürme auf der Île Vierge
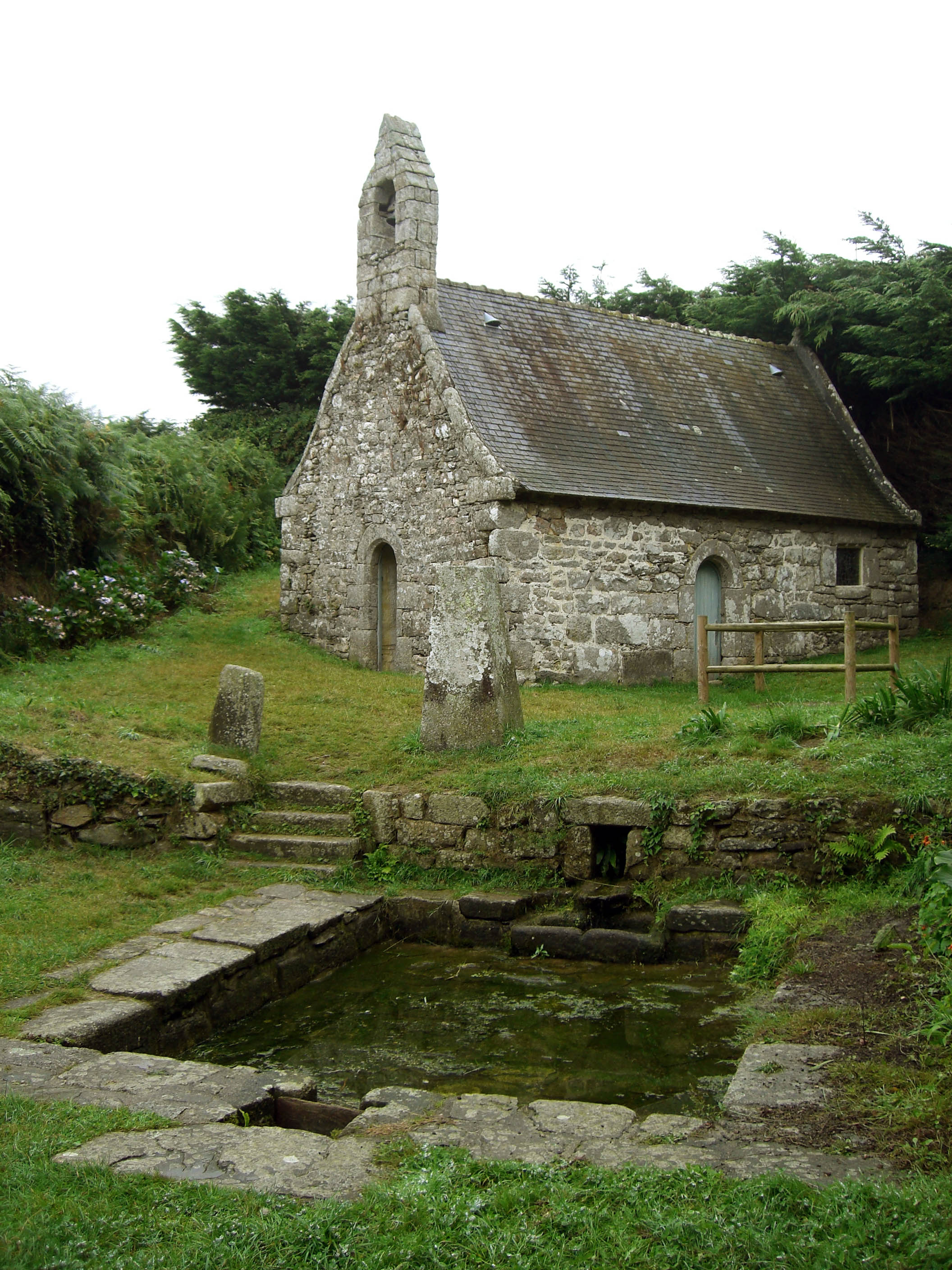
Kapelle von Prad-Paol
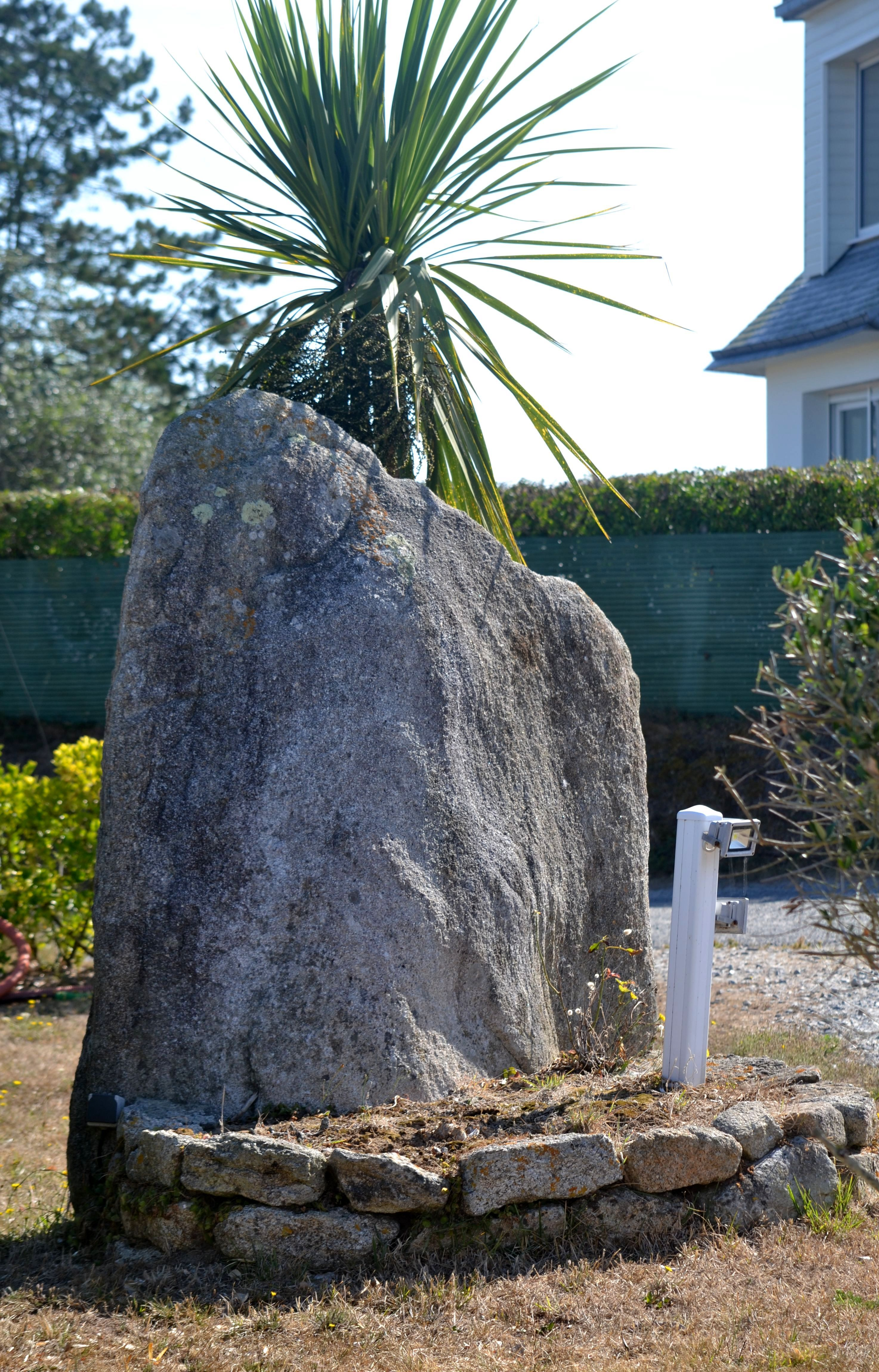
Menhir von Penn ar Strejou

## Tourismus und Freizeit
Plouguerneau besitzt besonders im Sommer aufgrund seiner Strände eine touristische Anziehungskraft. Von den einzelnen Ortsteilen werden regelmäßig Feuerwerke dargeboten. Im „Salle Jean-Tanguy“ finden Veranstaltungen aller Art wie Weinproben, Bingo-Abende und Tanzkurse statt.

## Städtepartnerschaften
Mit Edingen-Neckarhausen (Baden-Württemberg) besteht seit 1967 eine Städtepartnerschaft. Weitere Partnerschaften bestehen mit St Germans und Tideford in England.